# George Harrison Shull
George Harrison Shull, född 15 april 1874 i Clark County, Ohio, död 28 september 1954 i Princeton, New Jersey, var en amerikansk botaniker. 
Shull blev filosofie doktor i Chicago 1904, var 1902–04 assistent vid USA:s byrå för växtindustri och var från 1904 anställd vid stationen för experimentell utvecklingslära i Cold Spring Harbor, Long Island. Han var en känd forskare och författare inom växternas variation, hybridisering och ärftlighet.
Auktorsnamnet Shull kan användas för George Harrison Shull i samband med ett vetenskapligt namn inom botaniken; se Wikipediaartiklar som länkar till auktorsnamnet.